# کیومرث صیاد
کیومرث صیاد (زادهٔ ۱۳۳۴، شهرری) یکی از هنرمندان معرق کار ساکن جزیره کیش است که ۴۰ سال از عمر خود را صرف خلق آثار هنری با استفاده از تکه‌های چوب کرده‌است.
سابقه آشنایی وی با هنر ریشه در خانواده دارد، پدر وی مجسمه‌ساز بوده و از همان کودکی با صنایع دستی و کار با چوب آشنا شده‌است، صیاد هنر خطاطی را از استاد خلج آموخته و نقاشی را در محضر استادانی چون شیرازی و چیت ساز فرا گرفته‌است و سابقه شاگردی استاد شمسیان معرق کار به نام ایرانی را در کارنامه خود دارد.
وی با هنر خاتم کاری نیز آشناست و عمده فعالیتهای وی مرتبط با تصاویری از قصص قرآنی می‌باشد. صیاد در بیش از ۱۵ نمایشگاه فردی و جمعی آثار خود را به نمایش گذاشته‌است و چند اثر او در نمایشگاه‌های آثار چوبی دو سالانه میراث فرهنگی در سال ۱۳۷۸ و همچنین در هشتمین نمایشگاه قرآنی به عنوان اثر برگزیده انتخاب شده‌اند.
تمامی تابلوهای معرق وی در نمایشگاه دائمی آثار معرق کیومرث صیاد در مرکز همایشهای بین‌المللی جزیره کیش مورد بازدید عموم بوده و به عنوان یکی از جاذبه‌های گردشگری جزیره کیش شناخته می‌شود. در ساخت آثار وی بدون بهره‌گیری از هیچ رنگی از چوب‌هایی همچون پرتقال، عناب، سنجد، توت، شمشاد، توسکا، گردو، پسته، بادام و انجیر بهره گرفته شده‌است.

## آثار
کیومرث صیاد از سال ۱۳۷۰ بصورت تخصصی به معرق کاری پرداخته‌است و تاکنون ۳۰ تابلوی معرق با موضوعات مختلف و بیشتر با مضامین مذهبی، تاریخی و اجتماعی از وی خلق شده‌است که برخی از مهم‌ترین آن‌ها عبارتند از:
- عصر عاشورا
- مولود کعبه
- سهراب و گردآفرید
- گوساله سامری
- یوسف و برادرانش
- هاجر و اسماعیل
- موعظه در کوهستان
- شب یلدا
- نوروز
- شکار شیر
- نماز در جبهه و یوزپلنگ ایرانی[۵]
- علمدار کربلا (اقتباس از محمود فرشچیان)[۶][۷]
- ذبح اسماعیل توسط ابراهیم
- دانیال نبی

و چندین اثر از پرندگان؛ از دیگر آثار وی: «پیراهن یوسف» فورد مادوکس براون، «دانیال در قفس شیرها» برایتون ریور، «مریم و نوزادی مسیح» جاکوب تین توروتو.

## سوابق
صیاد علاوه بر هنر معرق کاری، در سال ۱۳۸۷ به عنوان عضو هیئت مدیره موسسه ورزش و تفریحات سالم کیش منصوب گردید. وی همچنین در هنر عکاسی نیز فعالیت دارد و در طول این مدت توانسته ۳۰ هزار قطعه عکس را در کارنامه هنری خود ثبت و ضبط کند که قرار است از بین این آثار ۴۵۰ قطعه عکس در قالب ۳ کتاب به چاپ برسد که هم‌اکنون جلد نخست آن حاوی ۱۵۰ عکس با عنوان 'طبیعت زیبای جزیره کیش 'منتشر شده‌است.